# التون فیگوئردو
التون فیگوئردو (به پرتغالی: Elton Charles Figueiredo da Silva) هافبک، مدافع اهل برزیل است که در شهر کویابا و در تاریخ ۱۲ فوریهٔ ۱۹۸۶ به دنیا آمده‌است.
التون فیگوئردو در تیم‌های فوتبال Vitória سابقهٔ حضور دارد.